# 롭 로
로버트 헤플러 "롭" 로(영어: Robert Hepler "Rob" Lowe, 1964년 3월 17일 ~ )는 미국의 배우, 영화 감독, 제작자, 팟캐스터이다. 15살 때 ABC 시트콤 《어 뉴 카인드 오브 패밀리》(1979-80)로 영상 연기를 시작하였다. 이후 1980년대 초 활발한 텔레비전 활동을 통해 청소년층에서 아이돌로 떠올랐으며, 소위 브랫 팩 일원으로서 영화 《아웃사이더》(1983), 《퍼스트 러브》(1983), 《뉴 햄프셔 호텔》(1984), 《옥스퍼드 블루스》(1984), 《세인트 엘모의 열정》(1985), 《어젯밤에 생긴 일》(1986), 《스퀘어 댄스》(1987) 등에 출연하며 할리우드 스타 반열에 올랐다.
한동안 주춤했던 경력은 2000년 전후로 반등하여 텔레비전 쪽에서 새로운 전성기를 맞이하였다. 특히 NBC 정치 드라마 《웨스트 윙》(1999-2003)에서 샘 시본 역을 맡아 프라임타임 에미상에 한 차례, 골든 글로브상에 두 차례 후보로 올랐다. 그 외 주요 텔레비전 출연작으로 《브라더스 & 시스터스》(2006-10), 《팍스 앤 레크리에이션》(2010-15, 2020), 《코드 블랙》(2016-18), 《9-1-1: 론 스타》(2020-현재) 등이 있다.
2018년 1956년작 동명 영화를 개작한 텔레비전 영화 《나쁜 종자》롤 통해 감독으로 데뷔하였다.

## 어린 시절
교사인 어머니 바버라(결혼 전 성 헤플러)와 법정 변호사인 아버지 찰스 "척" 데이비스 로 사이에서 태어났다. 롭 로는 독일, 영국, 아일랜드, 스코틀랜드, 웨일스 혈통이다. 성공회 교회에서 세례 받았으며, 아기 때 볼거리로 인해 오른쪽 귀 청각을 완전히 상실했다. 부모님은 롭 로와 남동생 채드 로가 어렸을 때 이혼하였다.
오하이오주 데이턴에서 성장했으며, 오크우드 중학교 재학 중에 어머니, 남동생 채드와 함께 캘리포니아주 말리부 포인트둠으로 이사하였다. 캘리포니아 샌타모니카 고등학교에서 찰리 신과 안면을 텄다.

## 경력

### 1970년대
1976년 아직 데이턴에 살던 12살 때 롭 로는 지역 내 모든 극장에 전화를 돌렸다. 그 결과 라이트 주립대학교 하계 극장 프로그램 연극 《셜록 홈스》에 심부름꾼 아이 역으로 등장하면서 전문 연기자로 데뷔하였고, 출연료로 150 달러를 받았다.
1979년 로는 단명한 시트콤 《어 뉴 카인드 오브 패밀리》에 토니 플래너건 역을 통해 처음 텔레비전에 출연하였다.

### 1980-90년대

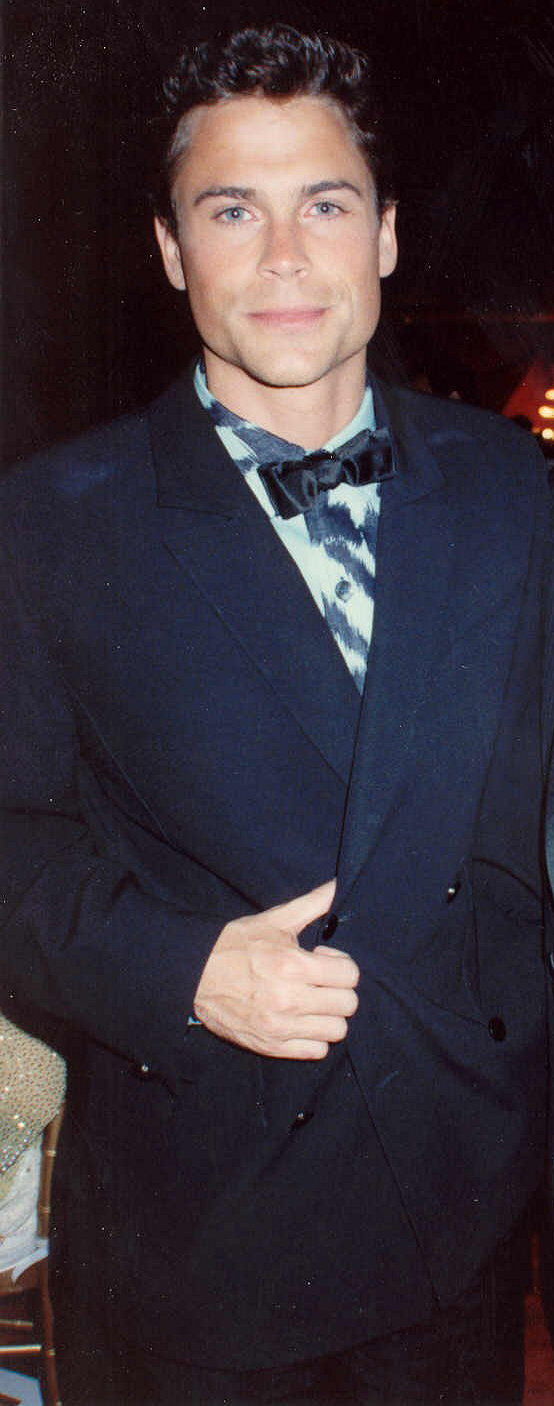
1989년 제61회 아카데미상에서

1983년 텔레비전 영화 《서스데이스 차일드》로 처음 골든 글로브 미니시리즈·TV 영화 부문 남우조연상 후보에 올랐다. 같은 해 첫 극장용 영화 《아웃사이더》에 에밀리오 에스테베즈와 함께 출연하였다. 프랜시스 포드 코폴라가 연출한 이 영화에서 로는 주인공 포니보이 커티스(C. 토머스 하월 분)와 대럴 커티스(패트릭 스웨이지 분)의 형제인 소다팝 커티스 역을 연기했다.
1984년 고고스의 노래 "Turn to You" 뮤직 비디오에 출연하였다. 같은 해 토니 리처드슨이 연출한 《뉴 햄프셔 호텔》에서 조디 포스터 상대역을 하였다.
1985년 에스테베즈와 《세인트 엘모의 열정》에 나오면서 브랫 팩 무리에 합류하였다. 1987년 역시 《세인트 엘모의 열정》에 함께 나왔던 브랫 팩 일원 더미 무어와 《스퀘어 댄스》에 출연하여 지적 장애가 있는 로리 역을 연기하였다. 이 영화를 통해 로는 골든 글로브 남우주연상 후보에 오르며 두 번째 골든 글로브 후보 지명을 달성하였다.
1987년 8월 크리스토퍼 워컨과 윌리엄스타운 연극제에 참가해 안톤 체호프 원작 《세 자매》에 출연하여 투젠바흐 남작 역을 연기하였다.
1989년 앨런 카가 연출한 제61회 아카데미 시상식 텔레비전 방송 개회 공연에서 백설공주 역으로 첫 뮤지컬을 시도하였다. 크리던스 클리어워터 리바이벌의 곡 Proud Mary를 영화 업계 묘사 내용으로 개사한 노래를 불렀는데, 혹평과 조롱을 받았다.
1993년 PBS에서 매기 스미스, 너태샤 리처드슨와 함께 테네시 윌리엄스 원작 연극 《지난 여름 갑자기》를 찍었다.
1994년 스티븐 킹이 쓴 동명 소설을 원작으로 한 미니시리즈 《더 스탠드》에 출연하였다.

### 2000년대

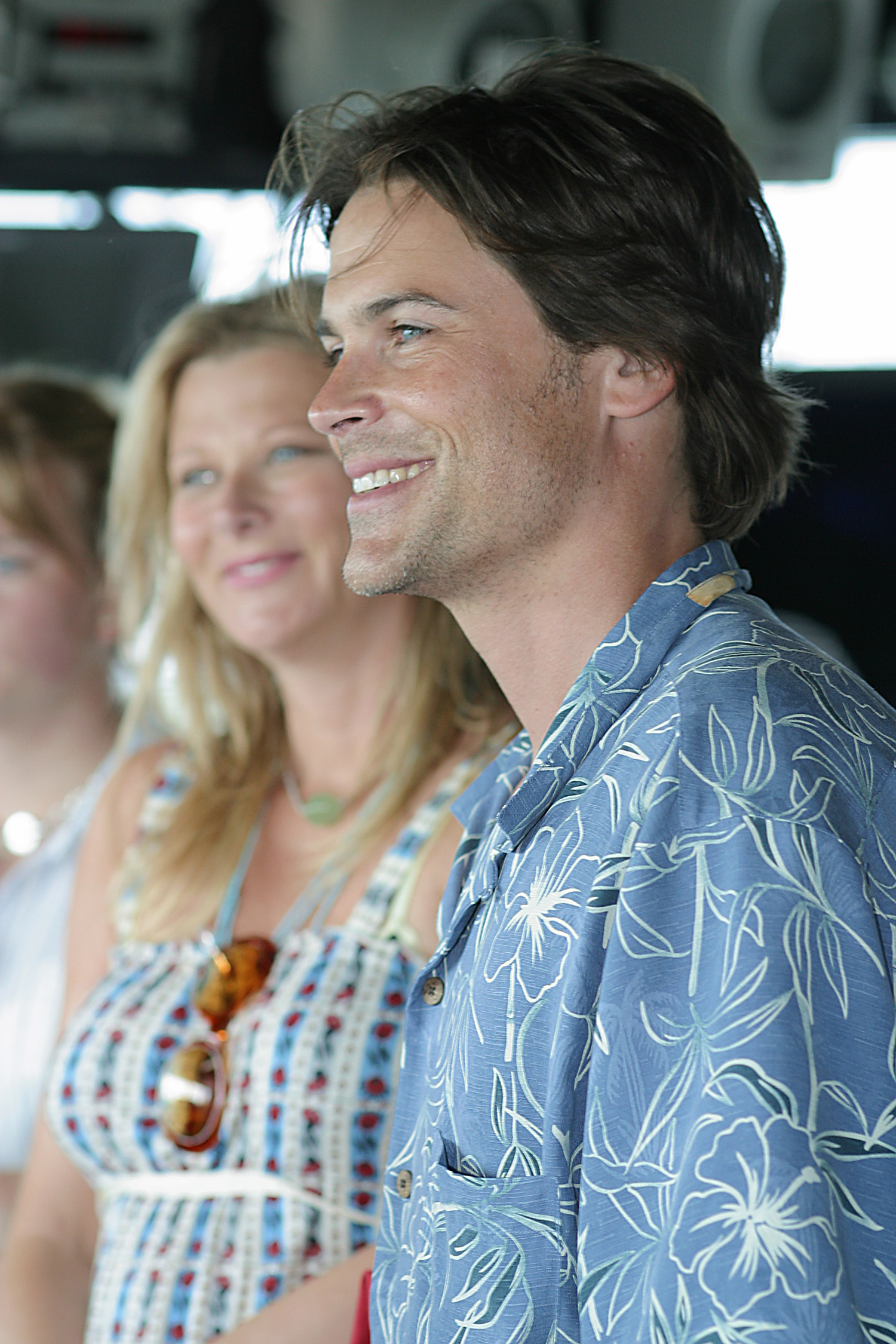
2003년 아내와 함께

1999년부터 2003년까지 NBC 드라마 《웨스트 윙》에 샘 시본 역으로 나와 프라임타임 에미상에 한 차례, 골든 글로브상에 두 차례 드라마 부문 남우주연상 후보로 올랐다. 초기 기획에서는 샘 시본이 이야기 초점이었으나 원래는 작은 비중을 배정 받았던 미국 대통령 역 마틴 신이 간판으로 부상했고 찬조출연에 불과했던 영부인 역 스토커드 채닝 비중도 늘어났다. 게다가 인지도 높은 앨리슨 재니, 리처드 시프, 저넬 멀로니, 둘레이 힐, 존 스펜서, 브래들리 휫퍼드까지 활약함에 따라 NBC는 인물 설정에 변화를 요구했고, 이에 방송국과 갈등을 겪었다. 결국 로는 드라마를 떠났고 얼마 안 있어 에런 소킨과 감독·총괄 제작자 토머스 슐라미도 그만 두었다. 그러나 2006년 마지막 시즌에 복귀하여 두 화에 출연하였다. 2011년 로는 오프라 윈프리 쇼에 나와 다른 배우들 출연료가 인상됐을 때 본인만 제외돼 존중 받는다는 느낌을 받지 못해 나왔다고 밝혔다.
ABC 장수 의학 드라마 《그레이 아나토미》(2005-현재) 남자 주인공 데릭 셰퍼드 역 제안을 거절했다가 나중에 후회하였다. 해당 배역은 패트릭 뎀프시에게 돌아갔다.
2004년 스티븐 킹 원작 TNT 미니시리즈 《공포의 별장》에 출연하였다.
2005년 에런 소킨이 런던 웨스트엔드에 올린 연극 《어 퓨 굿 맨》에 대니얼 캐피 중위 역으로 출연하였다. 소킨과는 《웨스트 윙》 이후 첫 협업이었다.
2006년부터 ABC 드라마 《브라더스 & 시스터스》에 출연하기 시작하였다. 2010년 1월 21일 로가 하차하며 이유는 시즌 4에서 이야기 전개가 가족 중심으로 돌아가면서 화면 등장 시간이 줄어들었기 때문이라고 전해졌다. 2010년 5월 16일자 방송에서 로가 맡은 역이 연쇄 추돌 사고에 휘말려 혼수상태에 빠지면서 그대로 정리되었다.

### 2010년대
2010년 ABC 시트콤 《팍스 앤 레크리에이션》 정규 출연진에 합류하였다. 로가 맡은 인물 크리스 트래거는 인디애나주 가상 마을에서 시 행정 담당관으로 일하는 끈질긴 낙천주의자였다. 2014년 하차했으나 2015년 최종화에서 모습을 드러냈다.
2011년 5월 회고록 Stories I Only Tell My Friends를 출간하였다. 2014년 4월 두 번째 책 Love Life가 나왔다.
2015년 12월 할리우드 명예의 거리에 입성하였다.
2015년 남성 전용 노화 방지 화장품 프로필(Profile™)을 출시하여 노드스트럼과 온라인을 통해 판매하고 있다. 2016년엔 향수 라인 18 앰버 우드(18 Amber Wood)를 내놓았다.
2016년 9월 5일 방영된 《코미디 센트럴 로스트》 TV 스페셜에서 굴욕 대상자(Roastee)로 나왔다. 사회자(Roast Master)는 데이비드 스페이드, 굴욕 유머 구사자(Roaster)로는 주얼, 니키 글레이저, 랠프 마치오, 피트 데이비드슨, 페이턴 매닝, 롭 리글, 지미 카, 앤 콜터가 나왔다.
2017년 8월 2일부터 두 아들 매슈(24살), 존 오언(22살)과 함께 A&E 리얼리티 방송 《더 로 파일스》에 출연하였다. 도시전설, 빅풋/사스콰치, 외계인 납치, 유령과 같은 소재를 다루었다.
2018년 텔레비전 영화 《나쁜 종자》롤 통해 감독으로 데뷔하였다.

### 2020년대
2020년 6월 25일부터 팟캐스트 Literally! With Rob Lowe를 진행하기 시작했다. 초대 손님으로 크리스 프랫, 코넌 오브라이언 등이 나왔다. 2021년 9월엔 시트콤 《팍스 앤 레크리에이션》 작가·제작자 앨런 양과 해당 시트콤을 추억하는 팟캐스트 Parks and Recollection도 시작하였다.
2020년 10월 9일 피콕에서 로가 감독한 단편 다큐멘터리 영화 《매드너스 인 더 힐스》를 공개하였다. 2018년 1월에 일어난 남부 캘리포니아 이류 사고를 다룬다. 사상자 23명 중엔 로와 가깝던 친구와 이웃이 포함돼있었다.
2020년 1월 19일 로가 주연을 맡은 폭스 드라마 《9-1-1: 론 스타》가 방영을 시작하여 호평을 받았다.
2023년 3월 30일 넷플릭스에서 롭 로가 제작하고 아들 존 오언 로와 함께 출연한 시트콤 《언스테이블》을 공개하였다. 성공한 생명공학 기업가가 아내 사망 후 아들과 어울리며 회복하는 과정을 그린다.

## 출연 작품

### 영화
| 연도 | 제목                            | 원제                                        | 배역                               | 비고                              |
| ---- | ------------------------------- | ------------------------------------------- | ---------------------------------- | --------------------------------- |
| 1983 | 아웃사이더                      | The Outsiders                               | 소다팝 커티스                      |                                   |
| 1983 | 퍼스트 러브                     | Class                                       | 프랭클린 "스킵" 버로스 4세         |                                   |
| 1983 | 서스데이스 차일드               | Thursday's Child                            | 샘 올던                            |                                   |
| 1984 | 뉴 햄프셔 호텔                  | The Hotel New Hampshire                     | 존 베리                            |                                   |
| 1984 | 옥스퍼드 블루스                 | Oxford Blues                                | 닉 데앤절로                        |                                   |
| 1985 | 세인트 엘모의 열정              | St. Elmo's Fire                             | 빌리 힉스                          |                                   |
| 1986 | 영블러드                        | Youngblood                                  | 딘 영블러드                        |                                   |
| 1986 | 어젯밤에 생긴 일                | About Last Night...                         | 대니 마틴                          |                                   |
| 1987 | 스퀘어 댄스                     | Square Dance                                | 로리 토런스                        |                                   |
| 1988 | 대리 집행                       | Masquerade                                  | 팀 훼일런                          |                                   |
| 1988 | 일리걸리 유어스                 | Illegally Yours                             | 리처드 다이스                      |                                   |
| 1990 | 뱃 인플루언스                   | Bad Influence                               | 앨릭스                             |                                   |
| 1990 | 구두가 발에 맞는다면            | If the Shoe Fits                            | 프란체스코 살비토레                | TV 영화                           |
| 1991 | 다크 백워드                     | The Dark Backward                           | 더크 델타                          |                                   |
| 1992 | 웨인즈 월드                     | Wayne's World                               | 벤저민 케인                        |                                   |
| 1992 | 사랑과 우정                     | The Finest Hour                             | 로런스 해머                        | 비디오 영화                       |
| 1994 | 프랭크 앤드 제시                | Frank and Jesse                             | 제시 제임스                        | 공동 제작 겸임                    |
| 1995 | 크레이지 토미 보이              | Tommy Boy                                   | 폴 배리시                          | 크레디트 미기재                   |
| 1996 | 퍼스트 디그리                   | First Degree                                | 릭 맬러리 형사                     | 비디오 영화                       |
| 1996 | 멀홀랜드 폴스                   | Mulholland Falls                            | 깡패                               | 크레디트 미기재                   |
| 1997 | 오스틴 파워: 제로               | Austin Powers: International Man of Mystery | 빌(목이 잘린 심복 존의 친구)       | 카메오, 크레디트 미기재           |
| 1997 | 페릴                            | Living in Peril                             | 월터 우즈                          | 비디오 영화                       |
| 1997 | 콘택트                          | Contact                                     | 리처드 랭크                        |                                   |
| 1997 | 가디안 시스템                   | Hostile Intent                              | 클리리                             | 혹은 "레드 스나이퍼", 비디오 영화 |
| 1998 | 포 하이어                       | For Hire                                    | 미치 로런스                        | 비디오 영화                       |
| 1998 | 원 헬 오브 어 가이              | One Hell of a Guy                           | 닉                                 | 비디오 영화                       |
| 1998 | 크레이지 식스                   | Crazy Six                                   | 빌리/크레이지 식스                 | 비디오 영화                       |
| 1999 | 데드 사일런트                   | Dead Silent                                 | 케빈 피니                          | 비디오 영화                       |
| 1999 | 오스틴 파워: 나를 쫓아온 스파이 | Austin Powers: The Spy Who Shagged Me       | 젊은 넘버 2                        |                                   |
| 2000 | 언더 프레셔                     | Escape Under Pressure                       | 존 스펜서                          | 비디오 영화                       |
| 2000 | 스페셜스                        | The Specials                                | 더 위빌/토니                       |                                   |
| 2001 | 도망자 3                        | Proximity                                   | 윌리엄 콘로이                      | 비디오 영화                       |
| 2002 | 오스틴 파워: 골드멤버           | Austin Powers in Goldmember                 | 중년 넘버 2                        |                                   |
| 2003 | 뷰 프롬 더 탑                   | View from the Top                           | 부조종사 스티브 벤치               |                                   |
| 2004 | 퍼펙트 스트레인저               | Perfect Strangers                           | 로이드 록웰                        | TV 영화                           |
| 2005 | 땡큐 포 스모킹                  | Thank You for Smoking                       | 제프 머골, 영화 에이전트           |                                   |
| 2007 | 스터 오브 에코 2                | Stir of Echoes: The Homecoming              | 테드 코건                          | TV 영화                           |
| 2009 | 매저스티                        | Majesty                                     | 본인                               | 카메오                            |
| 2009 | 거짓말의 발명                   | The Invention of Lying                      | 브래드 케슬러                      |                                   |
| 2009 | 투 레이트 두 세이 굿바이        | Too Late to Say Goodbye.                    | 바트 코빈                          | TV 영화                           |
| 2011 | 아이 멜트 위드 유               | I Melt with You                             | 조너선                             | 총괄 제작 겸임                    |
| 2011 | 브레이크어웨이                  | Breakaway                                   | 코치 댄 윈터스                     |                                   |
| 2012 | 나이프 파이트                   | Knife Fight                                 | 폴 터너                            |                                   |
| 2013 | 쇼를 사랑한 남자                | Behind the Candelabra                       | 잭 스타츠                          |                                   |
| 2013 | 케이시 앤서니 사건의 진실       | Prosecuting Casey Anthony                   | 제프 애슈턴                        |                                   |
| 2014 | 섹스 테이프                     | Sex Tape                                    | 행크 로즌바움                      |                                   |
| 2014 | 디 인터뷰                       | The Interview                               | 본인                               | 카메오, 크레디트 미기재           |
| 2015 | 라이온 수호대: 돌아온 전설      | The Lion Guard: Return of the Roar          | 심바                               | TV 애니메이션 영화                |
| 2016 | 포켓 리스팅                     | Pocket Listing                              | 프랭크 헌터                        |                                   |
| 2016 | 몬스터 트럭                     | Monster Trucks                              | 리스 테너슨                        |                                   |
| 2017 | 라이온 수호대: 돌아온 스카      | The Lion Guard: The Rise of Scar            | 심바                               | TV 애니메이션 영화                |
| 2017 | 라틴 러버가 되는 법             | How to Be a Latin Lover                     | 릭 더 지골로                       |                                   |
| 2017 | 뮨: 달의 요정                   | Mune: Guardian of the Moon                  | 소흔                               | 애니메이션, 영어 더빙             |
| 2018 | 슈퍼 트루퍼스 2                 | Super Troopers 2                            | 기 "더 핼리팩스 익스플로전" 르프랑 |                                   |
| 2018 | 나쁜 종자                       | The Bad Seed                                | 데이비드 그로스먼                  | TV 영화, 연출, 공동 제작 겸임     |
| 2019 | 크리스마스 인 아프리카          | Holiday in the Wild                         | 데릭 홀리스턴                      |                                   |
| 2020 | 매드너스 인 더 힐스             | Madness in the Hills                        | 본인                               | 단편, 연출 겸임                   |
| 2023 | 우리집 개를 찾습니다            | Dog Gone                                    | 존 마셜                            | 총괄 제작 겸임                    |

### 텔레비전
| 연도            | 제목                            | 원제                             | 배역                 | 비고                                      |
| --------------- | ------------------------------- | -------------------------------- | -------------------- | ----------------------------------------- |
| 1979-80         | 어 뉴 카인드 오브 패밀리        | A New Kind of Family             | 토니 플래너건        | 11회분                                    |
| 1990-2000       | 새터데이 나이트 라이브          | Saturday Night Live              | 진행                 | 3회분                                     |
| 1993            | 그레이트 퍼포먼시스             | Great Performances               | 의사 쿠크로위츠      | "지난 여름 갑자기" 편                     |
| 1994            | 더 스탠드                       | The Stand                        | 닉 앤드로스          | 4회분                                     |
| 1999-2003, 2006 | 웨스트 윙                       | The West Wing                    | 샘 시본              | 80회분                                    |
| 2003            | 더 라이언스 덴                  | The Lyon's Den                   | 잭 터너              | 13회분, 총괄 제작 겸임                    |
| 2004            | 독터 베이거스                   | Dr. Vegas                        | 빌 그랜트            | 10회분, 총괄 제작 겸임                    |
| 2004            | 공포의 별장                     | Salem's Lot                      | 벤 미어스            | 2회분                                     |
| 2005            | 비치 걸스                       | Beach Girls                      | 잭 킬버트            | 미니시리즈, 라이프타임                    |
| 2006-10         | 브라더스 & 시스터스             | Brothers & Sisters               | 로버트 매캘리스터    | 76회분                                    |
| 2010-15, 2020   | 팍스 앤 레크리에이션            | Parks and Recreation             | 크리스 트래거        | 77회분                                    |
| 2011-14         | 캘리포니케이션                  | Californication                  | 에디 니어로          | 6회분                                     |
| 2013            | 프랭클린 & 배쉬                 | Franklin & Bash                  | 본인                 | "Shoot to Kill" 편                        |
| 2015-16         | 더 그라인더                     | The Grinder                      | 딘 샌더슨            | 배우 출신 변호사 역, 프레드 새비지 출연   |
| 2016            | 코미디 센트럴 로스트 오브 롭 로 | Comedy Central Roast of Rob Lowe | 본인/굴욕 대상자     | TV 스페셜                                 |
| 2016-18         | 코드 블랙                       | Code Black                       | 이선 윌리스          | 29회분                                    |
| 2016-19         | 라이온 수호대                   | The Lion Guard                   | 심바                 | 목소리, 23회분                            |
| 2017            | 오빌                            | The Orville                      | 더룰리오             | 2회분                                     |
| 2017            | 더 로 파일스                    | The Lowe Files                   | 본인                 | 9회분, 총괄 제작 겸임                     |
| 2019            | 와일드 빌                       | Wild Bill                        | 빌 힉슨 치안감       | ITV                                       |
| 2019-21         | 멘털 사무라이                   | Mental Samurai                   | 진행                 | 19회분; 제작 겸임                         |
| 2020            | 지미 키멀 라이브!               | Jimmy Kimmel Live!               | 초대 손님            | 2회분                                     |
| 2020-현재       | 9-1-1: 론 스타                  | 9-1-1: Lone Star                 | 오언 스트랜드 소방경 | 주연, 총괄 제작 겸임                      |
| 2023            | 심슨 가족                       | The Simpsons                     | 사촌 피터            | 목소리, "The Very Hungry Caterpillars" 편 |
| 2023-현재       | 언스테이블                      | Unstable                         | 엘리스 드래건        | 총괄 제작 겸임                            |